# Propallene crassimanus
Propallene crassimanus là một loài nhện biển trong họ Callipallenidae. Loài này thuộc chi Propallene. Propallene crassimanus được miêu tả khoa học năm 1959 bởi Stock.